# Neon (công ty)
Neon (viết là NEON) là một công ty sản xuất và phân phối phim điện ảnh thành lập vào năm 2017 bởi CEO Tom Quinn và Tim League, đồng sáng lập của chuỗi rạp chiếu phim Alamo Drafthouse Cinema. Công ty được biết đến với việc phát hành các tác phẩm điện ảnh được đánh giá cao như Ingrid Goes West, I, Tonya, Three Identical Strangers và Ký sinh trùng. Tính đến  năm 2019, Tim League không còn tham gia các hoạt động vận hành của công ty.

## Lịch sử
Trong sự kiện Annual Zurich Summit lần thứ 4, Tom Quinn cho biết mục tiêu của Neon là cho ra mắt các tác phẩm thu hút đối tượng khán giả "dưới 45, không có ác cảm với bạo lực, không có ác cảm với tiếng nước ngoài và thể loại phi hư cấu." Tháng 9 năm 2017, hãng phim hợp tác với Blumhouse Productions để quản lý BH Tilt. Năm 2019, phần lớn cổ phần của NEON được bán cho 30West.

## Giải thưởng
Tính đến  tháng 2 năm 2020, Neon đã nhận về tổng cộng 12 đề cử Giải Oscar.